# 鋁板警察
鋁板警察，是香港警務處新界北總區交通部執行及管制組於2012年8月30日開始於吐露港公路、屯門公路或粉嶺公路上放置（放置時間為每日上午9時半至傍晚6時）的兩座以鋁合金所製成，分別是以手持雷達槍偵測車輛速度的交通部軍裝警務人員及負責紀錄執法資料的交通部軍裝觀察人員為造型的樣板警察，以一比一比例製作，仿真度極高；實施初期的兩個月為測試階段，若果成效顯著，或者會再製作更多的鋁板警察，以推廣至其他總區。使用目標是希望放置鋁板警察於公路旁能夠教育以及警惕司機切勿超越速度限制或者危險駕駛，繼而減少交通意外數字。

## 歷史
警務處新界北總區交通部鑑於新界北總區去年所發生的交通意外數量比較前年增加約1成，於2012年1月成立一個小組，專門研究如何減低交通意外數字，參考過中國大陸、英國及加拿大使用紙板警察的成功經驗後，決定製作鋁板警察。8月29日，相關部門公布將會推出兩座鋁板警察，由8月30日起連同宣傳橫額，根據需要而放置於吐露港公路、屯門公路或粉嶺公路，期望可以收取阻嚇作用。
2012年8月30日，為鋁板警察的首次使用日期。同日，於鋁板警察被放置的大埔粉嶺公路1百米距離內，發生了車輛追撞意外，其中七人車司機一度報稱是被鋁板警察所嚇壞，他稱將鋁板警察當了作為真的警察，故此感到驚慌，於收慢車速時被尾隨的平治房車撞向其七人車尾部，無人受傷。警務處經過調查後，發現交通意外發生的地點實際上與交通警察模型相差距離約4百米，涉及案件的七人車司機亦沒有向警務人員提到被警察模型嚇壞的情況，故此認為指出意外與鋁板警察無關係。香港汽車高級駕駛協會主席蒙海強認為，意外原因與鋁板警察並無直接關係，他表示「駕駛者有責任留意路面情況，路面會出現真警察……司機應該保持警覺，而後面輛車好明顯是跟車太貼」。他重申行車時必須保持兩秒安全距離的重要性，「若果跟車太貼，前面輛車突然煞掣，司機反應不及就會發生意外」。

## 各界反應

### 支持
香港車主會會長羅少雄表示，相信措施有一定的阻嚇作用，「司機見到，未知道（警察是）真的或是假的，怎麼樣都會先減速，不會加速的太過份。」
有新界的士司機指出，鋁板警察的放置有一定阻嚇性，令到司機會以比較慢的速度駕駛。

### 反對
駕駛者驟然看見鋁板警察或者會以為是真的正在偵測車速，急忙下狠狠地煞車，尾隨車輛可能會收制不及而容易引起追撞意外。
鋁價高企（每座製作費用價值5千港元，惟變賣費用僅60港元），每座鋁板警察重約20磅，港聯五金公司負責人梁先生指出，料有不法之徒打鋁板警察的主意，更稱業界中亦有敗類，或者不會理會金屬是否公物都會照樣接收；但是曾健強就表示相信鋁板警察被偷盜的機會不高。
有司機害怕鋁板警察的製作太真實，於天色昏暗時會嚇怕駕駛者。

## 相關参见
- 紙板警察

## 外部連結
- 兩警模現真身 自讚夠標準 （页面存档备份，存于） 《東方日報》 2012年8月30日